# 8455-ös mellékút (Magyarország)
A 8455-ös számú mellékút egy rövid, kevesebb, mint 4 kilométer hosszú, négy számjegyű országos közút Vas vármegye területén; Kemenesszentmárton és Mersevát községek összekapcsolását szolgálja.

## Nyomvonala
Mersevát központjában ágazik ki a 834-es főútból, annak a 20+650-es kilométerszelvénye közelében, északnyugat felé. Kezdeti, rövid szakasza az Iskola utca nevet viseli; alig 200 méter után nyugatnak fordul, s ott a Hargita utca nevet veszi fel. 700 méter után eléri a belterület nyugati határát, majd 2,2 kilométer után egy iránytörést követően északnyugati irányba fordul. Nagyjából 3,2 kilométer után átszeli a Cinca-patak folyását, s egyben Kemenesszentmárton határát. E község belterületeinek keleti széle mellett ér véget, beletorkollva a 8611-es útba, annak a 39+200-as kilométerszelvénye közelében.
Teljes hossza, az országos közutak térképes nyilvántartását szolgáló kira.gov.hu adatbázisa szerint 3,645 kilométer.

## Települések az út mentén
- Mersevát
- Kemenesszentmárton